# نیربیک
نیربیک (به هلندی: Neerbeek) یک منطقهٔ مسکونی در هلند است که در Beek واقع شده‌است. نیربیک ۱٫۲۳ کیلومتر مربع مساحت و ۲٬۳۶۹ نفر جمعیت دارد.